# Нодулярин
Нодулярини — сильні небезпечні токсини, які виробляє вид ціанобактерій — Nodularia spumigena . Ця фотосинтезуюча ціанобактерія, що живе у водному середовищі, утворює видимі колонії, які проявляють себе як цвітіння водоростей у солоних водоймах по всьому світі. Цвітіння Nodularia spumigena наприкінці літа є однією із найбільших в світі ціанобактеріальних мас. Ціанобактерії утворені із багатьох токсичних речовин, найбільш відома з них це мікроцитіни і нодулярини: ці дві групи не легко розрізнити між собою. Значною мірою між ними існує гомологія структури і функції, а мікроцитини були вивчені більш детально. Через це, факти які відомі про мікроцитіни чатсо поширюють на нодулярини.
Нодулярин-R є домінуючим варіантом токсину, серез 10 варіантів нодулярину, які відомі сьогодні. Нодулярії це циклічні нерибосомальні пентапептиди, вони містять декілька незвичайних непротеіногенічних амінокислот, таких як N-метил-метилдегідроаміномасляна кислота і β-амінокислота ADDA. Ці сполуки є відносно стабільними речовинами: світло, температура і мікрохвилі не завдають великої дії для розкладання цих сполук.
Нодулярини часто пов'язують із виникненням гастроінтеритів, алергічних подразних реакцій, і хворобами печінки. Нодулярин-R є самим відомим і небезпечним гепатотоксином, який може спричинити серйозні ураження печінки в людей та інших тварин. Порогова межа дозволеної концентрації нодуляринів у питній воді (отриманого із мікроцитинів-LR) становить 1.5 ug /літр.

## Медичні аспекти

### Симптоми
До симптомів впливу відносяться здуття довкола рота, біль у горлі, головний біль, біль у животі, нудота, блювота, діарея, сухий кашель, і пневмонія. Якщо споживання не летальних доз токсину продовжується із часом, то можливе ураження печінки із симптомами хронічного захворювання печінки. До цих симптомів відносяться жовтяниця, легка кровотеча, роздутий живіт, дезорієнтацію або сплутаність свідомості, сонливість або кому.
Нодулярини як правило впливають на морське життя: на рибу та рослинність. Однак, у деяких випадках, спостерігалося що нодулярини спричиняли загибель птахів, овець та людей (dawson et al.). Отруєння нодуляринами не дуже поширене серед людей: випадків отруєння нодуляринами зареєстровано зовсім не багато.

### Лікування
Оскільки отруєння нодуляринами зустрічається досить рідко, його досі складно відрізнити від звичайного отруєння. Стандартних методів лікування не існує. Крім того, оскільки нодулярини і мікроцитіни призводять до швидкого і необоротного ураження печінки, застосування терапії має досить малий ефект або ніякого зовсім. Хронічний прояв до малих концентрацій є однаково згубним для печінки. Необхідно вживати ефективних запобіжних заходів аби уникнути впливу цих токсинів.